# كأس ديفيز 1980
كأس ديفيز 1980  هو الموسم 69 من  كأس ديفيز. فاز فيه منتخب تشيكوسلوفاكيا لكأس ديفيز.